# Список икон, переданных Русской православной церкви из музеев Российской Федерации
Спи́сок ико́н, пе́реданных Ру́сской правосла́вной це́ркви из музе́ев Росси́йской Федера́ции — де юре иконы музейного уровня[прояснить] не могут быть выведены из фондов музеев России, поскольку это противоречит закону Российской Федерации. Но официальные лица используют различные способы, позволяющие сохранить видимость юридического исполнения закона, в результате которых иконы фактически оказываются в пользовании Русской православной церкви, а музей сохраняет право владения ними. Одним из основных является передача иконы из музея в храм на «временное хранение», во время которого музей сохраняет юридическое право собственности на произведение искусства, однако икона используется в храме как реальный объект религиозного поклонения (чем она в действительности и является), а сроки временного хранения постоянно продляются. Наиболее характерным примером является Торопецкая икона Божией Матери.

## Пострадавшие
- Боголюбская икона Божией Матери (XII век). В 1946 году икона была изъята из владимирского Успенского собора и поступила во Владимирский областной краеведческий музей[4]. Существенное ухудшение сохранности иконы произошло в 1946 году, когда реставратор ВХНРЦ Модоров по самостоятельно выбранной методике провёл «укрепление» красочного слоя вместе с записью методом заливки всей поверхности растопленным воском с добавлением парафина. В 1992 году передана в Успенский Княгинин монастырь, где её состояние ухудшилось. Возвращена на реставрацию в Владимиро-Суздальский музей-заповедник.

## На временном хранении
- «Явленная Толгская икона Божией Матери», Ярославский художественный музей. В 2003 году икона передана в Толгский монастырь.

- «Владимирская (Оранская) икона Божией Матери», Нижегородский государственный заповедник. Передана в Оранский монастырь в 2008 году сроком на три года под условием последующего продления[5].
- Торопецкая икона Божией Матери, XIV век. Государственный Русский музей. Временно передана в Церковь Александра Невского в Княжьем Озере с 3 декабря 2009 года.

- Спас Елеазаровский, сер. XIV века. Псковский музей-заповедник. Передана на временное хранение в Спасо-Елеазаровский монастырь 19 августа 2010 года.

## Переданные верующим в период оккупации
- Тихвинская икона Божией Матери, XIV век. До 1941 года — Тихвинский антирелигиозный музей. Возвращена верующим в 1942 году в оккупированном Пскове; впоследствии попала в США, откуда передана в Тихвинский Богородичный Успенский монастырь в 1995.

## Краденые
- «Воскресение Христово с праздниками» из храма Воскресения Христова города Устюжны (1-я четверть XVI века). Краеведческий музей Устюжны, откуда похищена в 1991 году и вывезена в Германию. В 2006 году Росохранкультура обнаружила её в одной из частных коллекций. В результате переговоров владелец безвозмездно передал икону Российской Федерации. Дмитрий Медведев, тогда первый заместитель Председателя Правительства России, передал её в Храм Христа Спасителя в марте 2007 года[6].
- «Устюженский список Смоленской иконы Богородицы» из Богородице-Рождественского собора города Устюжны. Краеведческий музей Устюжны, откуда похищен. Возвращён из-за границы аналогично предыдущему. Передан Президентом России Владимиром Путиным патриарху Алексию II в 2006 году[7]. Икона тем не менее остаётся в составе Музейного фонда Российской Федерации, и ей возвращён инвентарный номер Устюженского краеведческого музея[8].

Практически все конфискованные, задержанные на таможне при нелегальном вывозе или возвращённые из-за рубежа краденые иконы передаются Русской православной церкви: 74 (2005 год), 140 (2007 год), более 150 (2009 год). В 2011 году между Русской православной церковью и Федеральной таможенной службой был подписан договор, предусматривающий передачу задержанных религиозных предметов, являющихся культурными ценностями Русской православной церкви, в установленном законодательством порядке.

## Статус не ясен
- «Преподобный Макарий Желтоводский, Унженский», автор Симон Ушаков, передана из запасников Нижегородского государственного историко-архитектурного музея-заповедника в Свято-Троицкий Макарьевский Желтоводский женский монастырь 8 августа 2005 года[13].

- «Иверская икона» (XVII век?), Государственный Исторический музей. Передана в Успенский храм московского Новодевичьего монастыря с 24 января 2009 года[14].
- В 2011 году Музей-заповедник «Рязанский кремль» передал Рязанской епархии в бессрочное пользование 41 древнюю икону[15].
- Новгородская Икона Божией Матери «Знамение» (XII век). 15 августа 1991 года состоялось возвращение иконы Русской православной церкви из Новгородского музея-заповедника.

- Список Иверской иконы Божией Матери из фондов ГИМ. Передан в Новодевичий монастырь в 2012 году[16].
- Икона Николы Зарайского из музея Рублева в Никольский собор Зарайского Кремля[17]

### Церковная утварь
- Передан  181 предмет, Государственный Русский музей[18].
- Мощевики из запасников Музеев Московского Кремля, 2007 год[19]

## В музейных храмах
Здесь перечислены иконы, не переданные Русской православной церкви, однако экспонирующиеся в действующих церквях — при государственных музеях.
- Владимирская икона Божией Матери. Государственная Третьяковская галерея, Храм Святителя Николая в Толмачах